# Parc quasi national de Suigō-Tsukuba
Le parc quasi national de Suigō-Tsukuba (水郷筑波国定公園, Suigō-Tsukuba Kokutei Kōen) est un parc quasi national dans la région de Kantō de l'île Honshū au Japon. Il est classé paysage protégé de catégorie V selon l'IUCN.

## Géographie
Le parc quasi national de Suigō-Tsukuba s'étend sur les parties sud-ouest de la préfecture d'Ibaraki et nord-est de la préfecture de Chiba. Il a été créé le 3 mars 1953 pour protéger les zones naturelles et l'héritage culturel  du lac Kasumigaura dans la préfecture d'Ibaraki au nord, le bassin de la Tone-gawa à la limite des préfectures d'Ibaraki et Chiba et les zones autour du cap Inubō, de Byōbugaura (en) et du cap Gyōbumi dans la préfecture de Chiba au sud. En 1969, les zones autour du mont Tsukuba et du mont Kaba dans la préfecture d'Ibaraki, qui n'étaient pas adjacentes à aucune autre zone du parc, ont été ajoutées au Suigō-Tsukuba.

## Administration
Comme tous les parcs quasi-nationaux au Japon, gérés par les autorités préfectorales locales, le parc quasi national de Suigō-Tsukuba, qui couvre deux préfectures, est administré conjointement par les préfectures d'Ibaraki et Chiba.

## Galerie

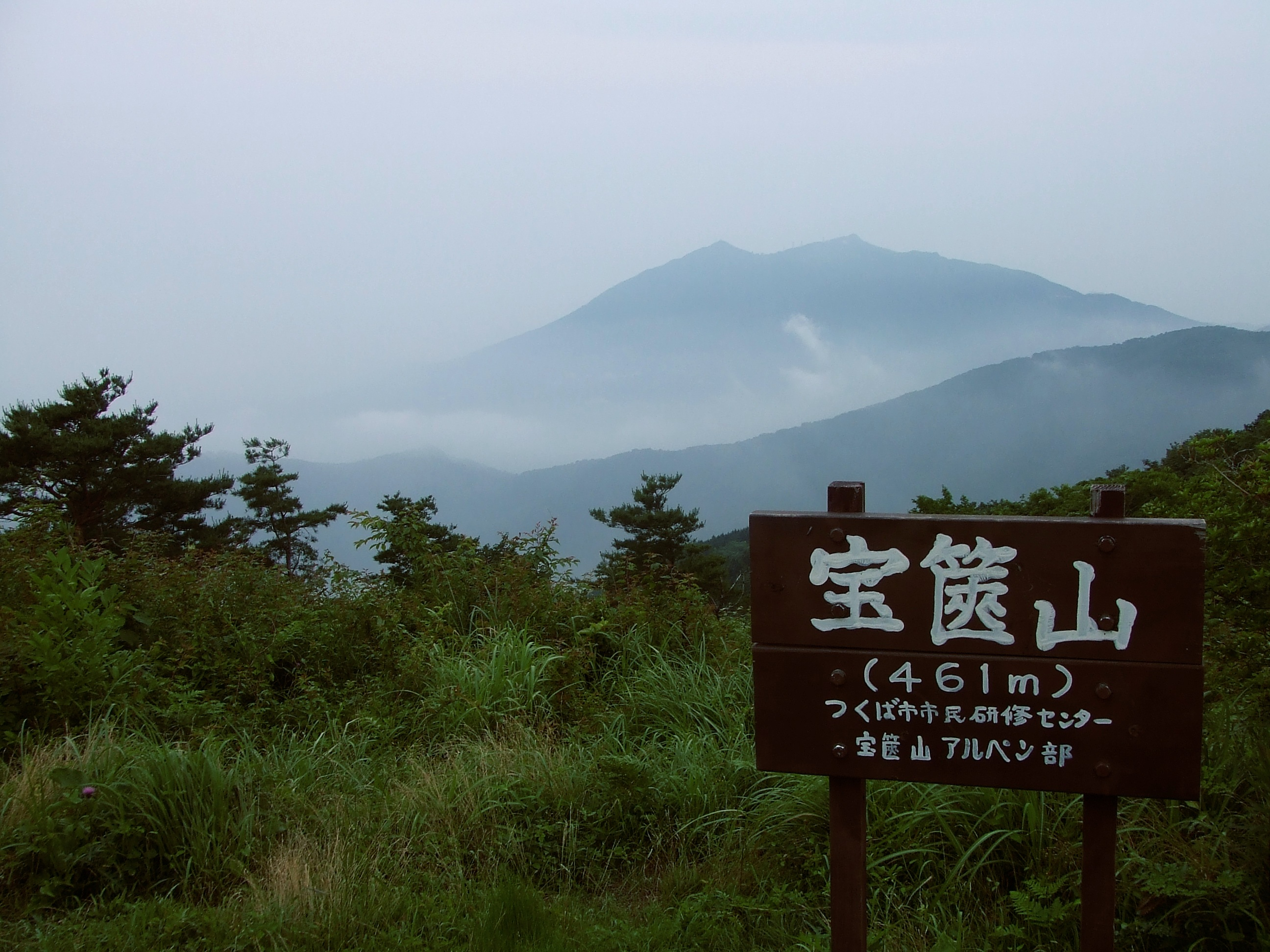
Vue du mont Tsukuba depuis le mont Hōkyō
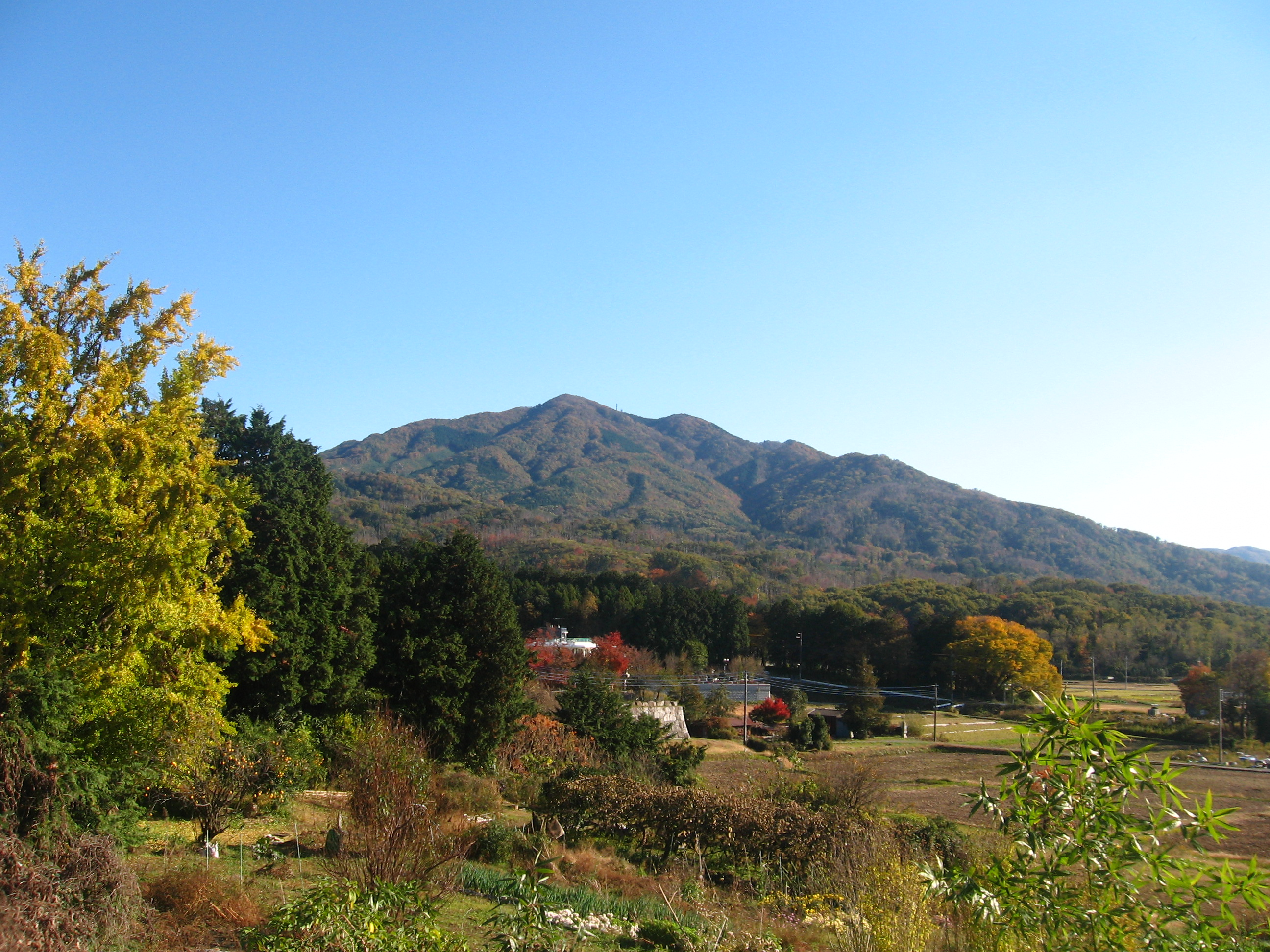
Vue du Mont Kaba
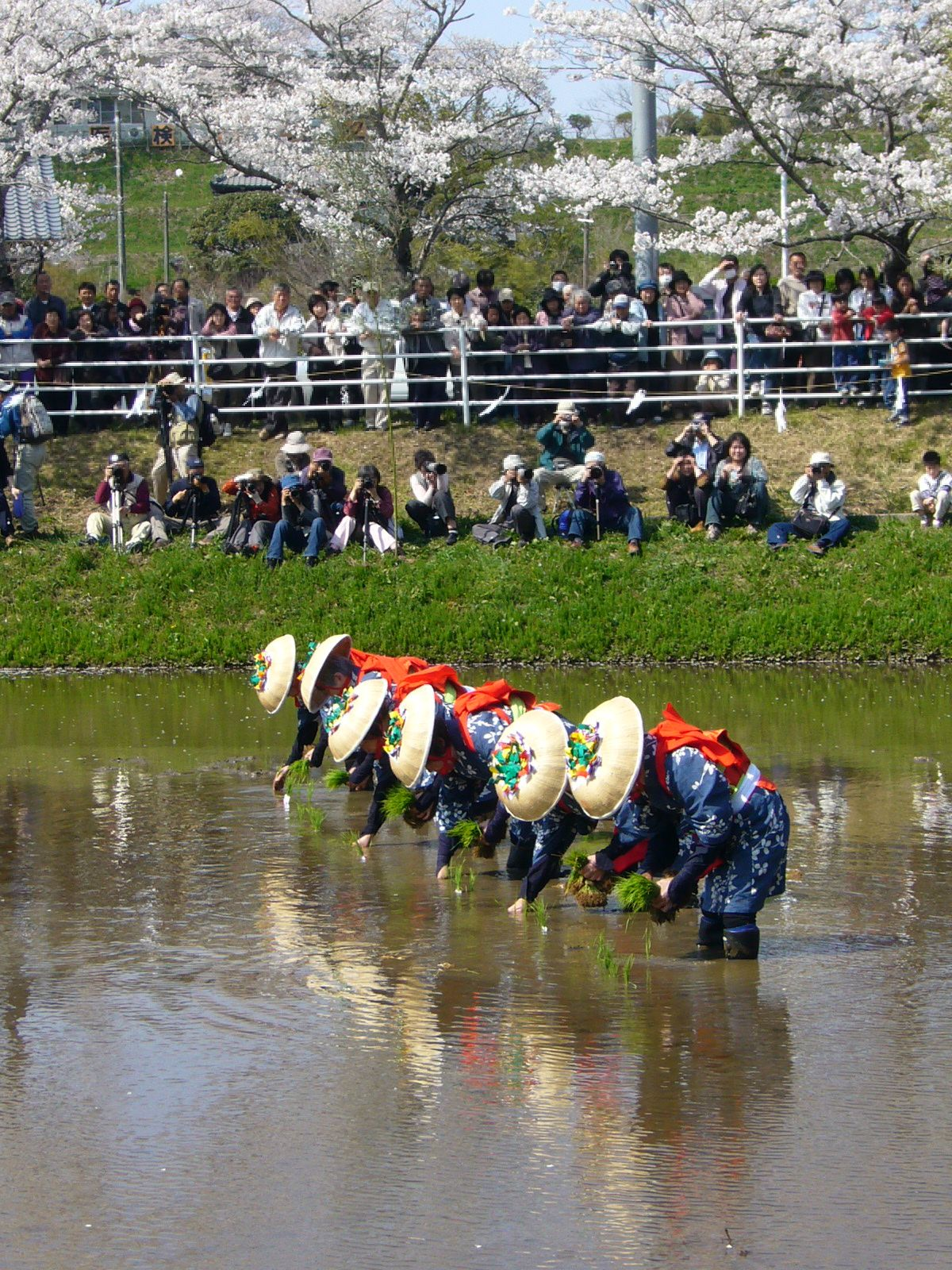
Festival de plantation du riz au Katori-jingū

## Source de la traduction
- (en) Cet article est partiellement ou en totalité issu de l’article de Wikipédia en anglais intitulé « Suigo-Tsukuba Quasi-National Park » (voir la liste des auteurs).